# Цимити
Цмити́ или Цимити́ (осет. Цымыти) — горное селение в Алагирском районе Республики Северная Осетия-Алания. Входит в состав Фиагдонского сельского поселения.

## Географическое положение
Селение расположено в верховьях Куртатинского ущелья, на левом берегу реки Фиагдон, на склоне горы Кариу-Хох. Находится в 2 км к западу от центра сельского поселения Верхний Фиагдон, в 47 км к юго-востоку от районного центра Алагир и в 50 км к юго-западу от Владикавказа.

## История
Согласно преданиям, селение было основано в начале XIV века. Его основателем принято считать Цымыти (имя собственное) — военачальника последнего аланского царя Ос-Багатара.
Селение Цимити являлось центром Цимитинского общества (своего рода независимой гражданской общины, со своим сословным укладом, законодательным собранием (ныхас) и судебной системой (тархон), комплектовавшихся из представителей высшего сословия — уазданов), занимавшего верхнюю часть Фиагдонской котловины. В Цимитинскую гражданскую общину, помимо собственно селения Цимити, входили и близлежащие селения — Кадат, Хидикус, Урикау, которые в народе именовались «Æртæ Цымыти» — то есть три Цимити. Эти селения населяли фамилии, происходящие от 4х сыновей Цимити: Каллока, Дадыга, Баджи и Таджи (Тазрет). Помимо этих селений к Цимитинской общине примыкали селения фарсаглагов — Харисджин и населённые пункты Хилакской котловины. Время от времени к общине примыкали селения Лац и Кора.
В селе наибольшее развитие получило скотоводство. Община славилась своими многочисленными тучными стадами крупного и мелкого скота. Помимо скотоводства в Цимитинской общине широко практиковалось хлебопашество, наряду с собственными фамильными земельными наделами существовали и общинные пахотные угодья, под которые была задействована обширная местность Ахсаби — на месте современного поселка Фиагдон. Так же были развиты охотничьи промыслы, пчеловодство, садоводство. Славился Цымыти и своими кузнецами — оружейниками, ювелирами и краснодеревщиками, изделия которых продавались и обменивались тут же, в своих магазинах, именуемых дуканами.
Вахушти упоминает в своей работе ряд тагаурских поселений, среди которых и Цимити. Аул был одним из больших и застроен каменными башнями.
Цымыти является родиной около 40 осетинских фамилий. Это фамилии Агкацевых, Басаевых, Бзыковых, Бибоевых, Бизикоевых, Бугаевых, Габаковых, Гаппоевых, Гумецевых, Дзабраевых, Дзокаевых, Дзускаевых, Дзытиевых, Зайтовых, Караевых, Мамукаевых, Хутинаевых и мн.др. Фамилии занимали целые кварталы, по осетински именнуемые "сых". На такие фамильные кварталы разделенные маленькими улочками и делилось всё поселение. 
В селении зафиксировано более 30 памятников архитектуры — боевых и жилых башен, склепов и других памятников культуры.

## Население
| 2002 | 2010 | 2021 |
| ---- | ---- | ---- |
| 14   | ↗20  | ↘11  |

## Галерея
- Иван Липовой. Аул Цимиты и Габесовы башни между Делла-Кау и Лац. (1890-е)
- Склепы башенного типа над с. Цимити

## Топографические карты
- Лист карты K-38-41 Мизур. Масштаб: 1 : 100 000. Состояние местности на 1984 год. Издание 1988 г.